# علم و فناوری در ایتالیا
علم و فناوری در ایتالیا سابقه‌ای طولانی از روم باستان تا رنسانس دارد. در طول سده‌ها، اختراعات و اکتشافات بسیاری در این کشور در زیست‌شناسی، فیزیک، شیمی، ریاضیات، ستاره‌شناسی و دیگر علوم صورت گرفته است. در سال ۲۰۱۹، ایتالیا ششمین تولیدکننده مقالات علمی در دنیا بود و ۱۵۵٬۰۰۰ مورد را به چاپ رسانید. بین سال‌های ۱۹۹۶ تا ۲۰۰۰ این کشور دو میلیون مقاله را به چاپ رساند. در سال ۲۰۲۲ بیست و هشتمین کشور در شاخص نوآوری جهانی بود.